# Рейхстаг (Австрия)
Рейхстаг (Императорский рейхстаг, нем. Reichstag), также называемый Кремзирским парламентом — первый выборный парламент в Австрийской империи. Он просуществовал недолгое время с июля 1848 года по 7 марта 1849 года, но оказал важное влияние на историю Австрии. Его главным продуктом стала Кремзирская конституция, которая была заменена навязанной Мартовской конституцией.
Сформирован после Мартовской революции 1848 года и в ответ на оппозицию Пиллерсдорфской конституции от 25 апреля 1848 года. Парламент состоял из 383 депутатов из немецкоязычных и славянских коронных земель Габсбургской Австрии, то есть без представителей Королевства Венгрия. Его отличительной чертой было включение значительного процента крестьянских депутатов (100 из 383). Рейхстаг впервые собрался 22 июля 1848 года и был открыт эрцгерцогом Иоганном. 22 октября 1848 года, в результате Венского восстания, он переехал в Кремзир и был окончательно распущен 7 марта 1849 года.